# 眉山パークウェイ

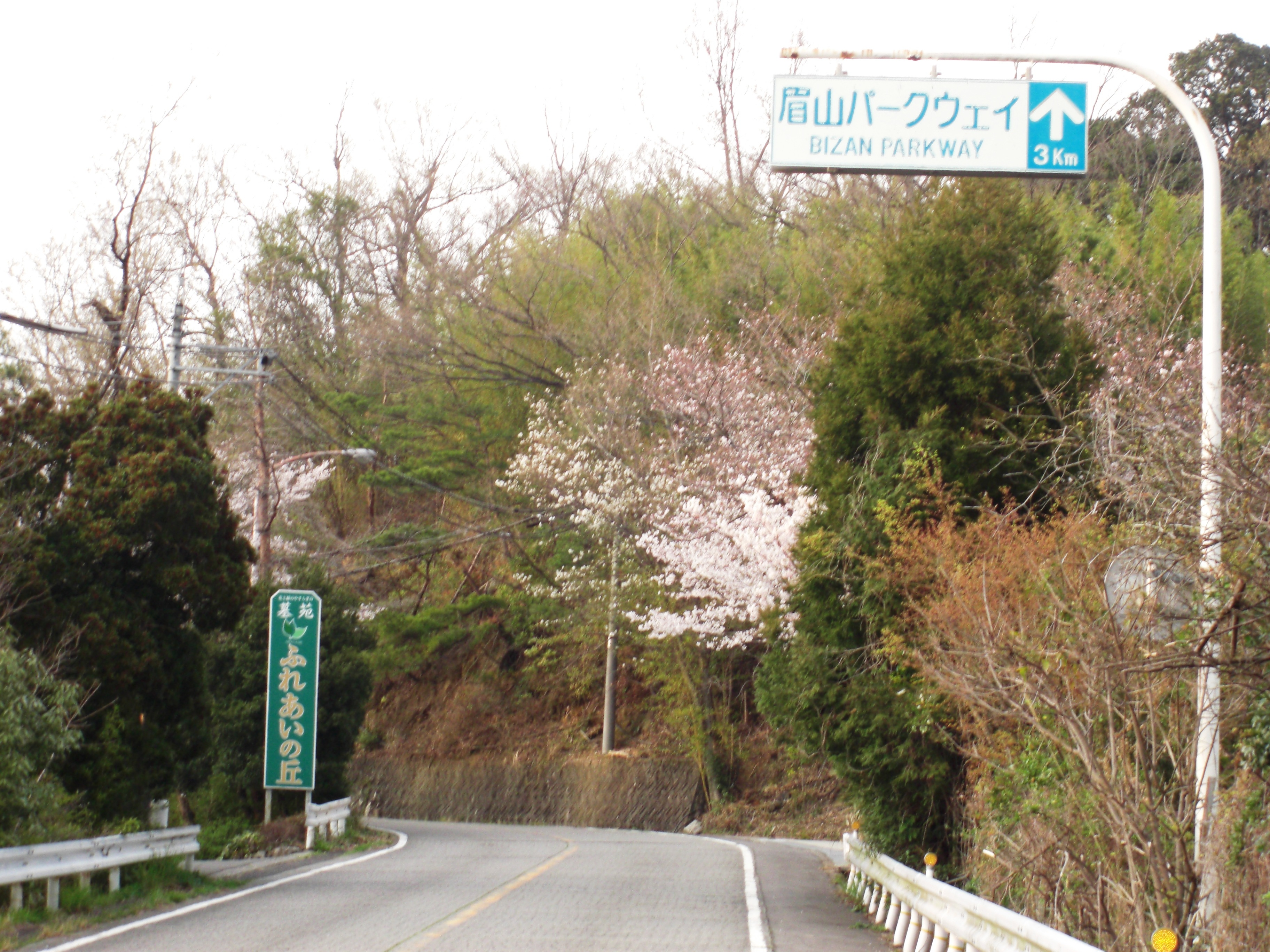
眉山パークウェイ

眉山パークウェイ（びざんパークウェイ）は、徳島県徳島市城南町から徳島市眉山町を結ぶ一般道路、ドライブコース。

## 概要

### 概説
- 全長：2,850m。
- かつては有料道路だったが、現在では通行無料となっている。
- 1999年6月1日に無料開放。
- 終点部には眉山公園があり、100台ほどの無料の駐車場がある。
- 眉山から北西に降る道には眉山ドライブウェイがある。

### 注意点
- 全線オレンジラインの道路。
- 徒歩で登山をしている人がいるので用心する。
- 入口付近は住宅街なので歩行者や自転車に注意する。
- ほぼ全線に亘って急カーブが連続する他、入り口から暫くの区間は最急15%の急勾配が続く。